# Ройтер Володимир Андрійович
Ройтер Володимир (1903-1973), український фізикохімік родом з Дніпра, дійсний член АН УРСР (з 1961).

## Життєпис
З 1929 р. працював в Інституті фізичної хімії АН УРСР, одночасно у вищих навчальних закладах Дніпропетровська (з 1934 — професор) і Києва.

## Наукова діяльність
Основні праці стосуються теорії гетерогенної каталізи, макрокінетики на пористих каталізаторах, кінетики й механізму конкретних каталітичних процесів у хімічній промисловості тощо.

## Нагороди
Лауреат премії НАН України імені Л. В. Писаржевського.